# Tamentfoust
Tamentfoust (en arabe تمنتفوست), Rusguniae à l'époque antique, La Pérouse à l'époque française, est une ville antique dont les origines remontent à l'ère phénicienne et romaine. Elle est la sœur jumelle de Tipasa et Icosium (Alger).

## Géographie
Tamentfoust est à l'extrémité d'un cap qui ferme la baie d'Alger à l'Est.

## Histoire
La ville a eu différents noms :
| Nom         | Signification                       | Origine                 |
| ----------- | ----------------------------------- | ----------------------- |
| Rusgunia    | Ras ou cap des buissons             | Phénicienne             |
| Rusguniae   | du phénicien Rusgunia               | Romaine                 |
| Tamentfoust | Main (ou côté) droite               | Berbère                 |
| Matifou     | Altération de "Tamentfoust"         | Espagnole (XIVe siècle) |
| Têmedfous   | Altération de "Tamentfoust"         | Française               |
| La Pérouse  | du nom de l'explorateur La Pérouse. | Coloniale               |

Le site servait de comptoir commercial pour les Phéniciens. Sous Auguste, vers 30 av. J.-C., elle devint une colonie pour les vétérans de la Legio IX Hispana.
Sous Byzance, la ville devient le siège d’un évêché. Au Xe siècle, sur les ruines de l’ancienne cité, Bologhine ibn Ziri fonde El Djazaïr Beni Mezghana. Au XIe siècle, la ville est occupée par la tribu des Thaâliba.
Le cap est bien connu des navigateurs qui entrent dans la baie d'Alger et en particulier des différentes armadas qui ont attaqué la régence d'Alger. C'est du mouillage de Tamentfoust que Charles Quint rembarqua en 1541 après son expédition désastreuse.
Le bordj de Tamentfoust, ancien lazaret et ancien fort turc, qui remonterait au XVIe siècle, puis reconstruit au XVIIe siècle, a vu, le 23 juillet 1830 se tenir l'assemblée des chefs et marabouts des différentes tribus berbères réunis pour contrer l'invasion française. La guerre et la résistance furent les seules réponses admises par tous.

## Toponymie
Sa position à droite de la baie d'Alger lui valut d'ailleurs son nom berbère (kabyle) Tamentfoust signifiant "le côté de la droite" ("tama n tyefust") ».

## Patrimoine

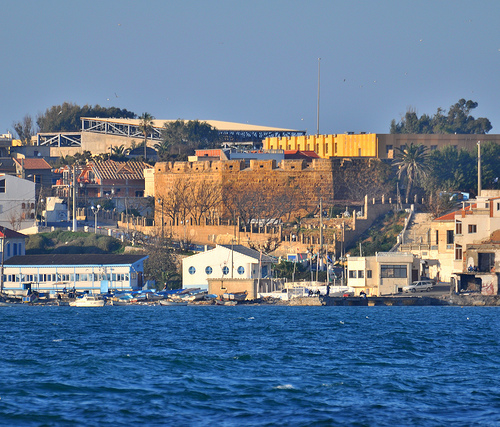
Fort de Tamentfoust

La ville possède un patrimoine historique des plus importants, notamment son fort datant du XVIIe siècle "Bordj de Tamentfoust", son église du XIXe siècle et les vestiges de sa ville antique (Rusguniae) datant du Ier siècle av. J.-C. Des tronçons de colonnes de marbre et des mosaïques attestaient l'existence d'édifices considérables.
On y a aussi retrouvé les vestiges de la basilique chrétienne, datant du IVe siècle, mesurant trente-cinq mètres sur vingt, et qui fut restaurée sous Byzance par un officier romain, dont la tombe est toujours présente, ainsi que celles de ses filles et de l'évêque Lucius,. Outre les mosaïques de la basilique, ont été dégagées les ruines de thermes et d'un cirque.
Le port de plaisance représente aussi un patrimoine historique et économique et une grande attraction pour les visiteurs de la ville.
La ville a connu d'autres édifices dignes de sa prestigieuse histoire à l'instar de son académie militaire, d'un style architectural moderne, et connue pour être l'une des plus grandes académies du continent. L'académie offre aux officiers une formation de très haut niveau, avec ses deux écoles, l'École Nationale de la Marine et l'École De Guerre.

## Galerie de photos

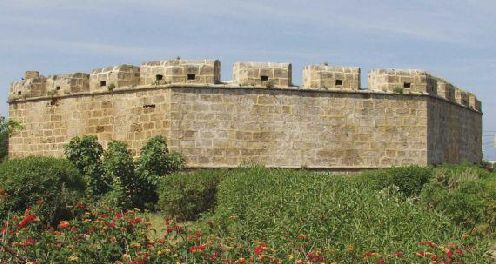
Bordj de Tamentfoust
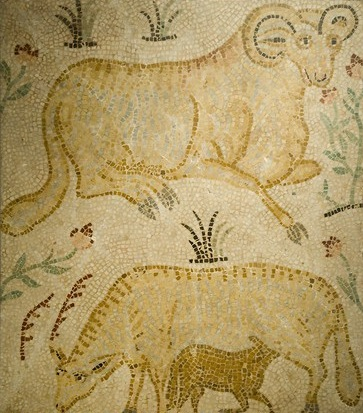
Mosaïque de Rusguniae
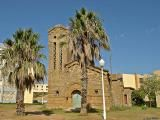
Ancienne église